# Caleu Caleu (departement)
Caleu Caleu is een departement in de Argentijnse provincie La Pampa. Het departement (Spaans:  departamento) heeft een oppervlakte van 9.078 km² en telt 2.075 inwoners.

## Plaatsen in departement Caleu Caleu
- Anzoategui
- La Adela